# Dagny Mellgren
Dagny Mellgren Haugland (* 19. Juni 1978 in Stavanger) ist eine ehemalige norwegische Fußballspielerin. Sie spielte von 1999 bis 2005 in der Frauennationalmannschaft, mit der sie bei den Olympischen Spielen 2000 in Sydney Olympiasiegerin wurde und dabei im Finale das entscheidende Golden Goal schoss.

## Karriere

### Vereine
Mellgren spielte von 1996 bis 1998 beim südlich ihres Geburtsortes Stavanger beheimateten Verein Klepp IL, der zehn Jahre zuvor einmal norwegischer Meister geworden war. 1997 schloss sie die Meisterschaftssaison mit Klepp auf dem dritten Platz ab und erreichte 1996 und 1997 das Pokalfinale, in dem sie aber jeweils gegen Dauersieger Trondheims-Ørn SK verloren. 1998 wurde sie Spielerin des Jahres. 1999 wechselte sie zu Arna-Bjørnar und erreichte mit dem Verein im Jahr 2000 das Pokalfinale, verlor dies aber mit 1:4 gegen Asker SK. 2001 wechselte sie in die neugegründete Women’s United Soccer Association und wurde in der ersten Saison 2001 mit 11 Toren viertbeste Torschützin, verpasste mit ihrer Mannschaft aber als Sechstplatzierte die Playoffs. Im folgenden Jahr lief es ebenso. 2003 belegte sie dann mit ihrer Mannschaft den ersten Platz nach der Punktspielrunde und war mit 14 Toren zusammen mit der Französin Marinette Pichon beste Torschützin. In den Playoffs verloren sie dann aber nach torlosen 120 Minuten im Elfmeterschießen gegen Washington Freedom. Da die WUSA danach aus finanziellen Gründen eingestellt wurde, kehrte sie nach Norwegen zu ihrem Stammverein zurück, wo sie noch zwei Spielzeiten spielte. Insgesamt bestritt sie für Klepp in fünf Spielzeiten 136 Spiele, in denen sie 69 Tore schoss.

### Nationalmannschaft
Mellgren bestritt 1996 und 1997 vier Spiele für die norwegische U20-Mannschaft und 1998 vier Spiele mit der U21-Mannschaft beim Nordic Cup in den Niederlanden, den die Norwegerinnen gewannen. Dabei erzielte sie beim 2:1 im Finale gegen die USA ein Tor.
Am 14. März 1999 debütierte sie im Alter von 20 Jahren im Turnier um den Algarve-Cup 1999 im ersten Gruppenspiel gegen Finnland in der A-Nationalmannschaft als sie eine Minute vor dem Spielende für Ann Kristin Aarønes eingewechselt wurde, die in diesem Spiel zum 100. Mal für Norwegen spielte. Auch in den beiden anderen Gruppenspielen wurde sie jeweils eingewechselt. Im Spiel um Platz 3 gegen Dänemark, das die Norwegerinnen im Elfmeterschießen gewannen, stand sie dann erstmals in der Startelf. Ihr erstes Länderspieltor erzielte sie am 12. Mai 1998 beim 2:2 gegen Italien. Auch im folgenden Spiel, dem letzten Testspiel vor der WM 1999 kam sie zum Einsatz und wurde dann auch für die WM berücksichtigt. Ihre Mannschaft war nach drei Siegen in der Gruppe, bei denen sie zweimal eingesetzt wurde und im Spiel gegen Japan das letzte Tor zum 4:0-Sieg besteuerte, und einem 3:1 im Viertelfinale gegen Dauer-Rivale Schweden auf einem guten Weg zur Titelverteidigung, musste dann aber im Halbfinale eine 0:5-Niederlage gegen China hinnehmen, neben einer 0:5-Niederlage im August 1985 gegen Schweden die höchste Länderspielniederlage der Norwegerinnen. Das Spiel um Platz 3 wurde dann gegen Brasilien im Elfmeterschießen verloren, wobei Melgren aber nicht mitmachen musste. Immerhin hatten sich die Norwegerinnen durch den Einzug ins Halbfinale für die Olympischen Spiele 2000 in Sydney qualifiziert und dort errang sie mit ihrer Mannschaft die Goldmedaille. Im Finale gegen die USA wurde sie in der 83. Minute für Rekordtorschützin Marianne Pettersen eingewechselt. Nachdem ihre Mannschaft eine Minute vor der Pause ausgleichen und in der 78. Minute in Führung gehen konnten, mussten sie in der zweiten Minute der Nachspielzeit noch den Ausgleich hinnehmen. In der 102. Minute gelang ihr dann das Golden Goal und damit der Olympiasieg. Es ist das einzige Olympiafinale, das durch ein Golden Goal entschieden wurde.
Bei der EM 2001 scheiterte sie dann aber mit ihrer Mannschaft im Halbfinale am alten und neuen Europameister Deutschland. In den Gruppenspielen hatte sie zwei Tore erzielt: das Tor zum 3:0-Entstand gegen Frankreich und das Tor zum 1:1 gegen Italien.
Im März 2002 erreichte sie mit Norwegen das Finale des Algarve-Cup 2002, verlor dies aber gegen China mit 0:1, wobei sie mehrere Torchancen nicht nutzen konnte. Zwei Jahre später erreichte Norwegen wieder und bis heute zum letzten Mal das Finale. Aufgrund einer Verletzung konnte sie aber nicht mitwirken und ihre Mannschaft verlor erneut – diesmal gegen Rekordsieger USA.
Bei der WM 2003, bei der sie Mannschaftskapitänin der Norwegerinnen war, wurde sie zweimal als „Spielerin des Spiels“ ausgezeichnet und ins All-Star-Team gewählt. Mit drei Toren hatte sie auch maßgeblichen Anteil am Viertelfinaleinzug, dort verloren sie aber gegen die USA mit 0:1.
Bei der EM 2005 erreichte sie an ihrem 27. Geburtstag dann nochmals das Finale, in dem sie auch das Tor zum 1:2-Anschlusstreffer schießen konnte, es aber mit 1:3 gegen Titelverteidiger Deutschland verlor. Nach der EM bestritt sie noch drei Spiele in der Qualifikation für die WM 2007. Ihr letztes Spiel fand am 29. Oktober 2005 gegen Italien statt, wobei sie in der letzten Minute ausgewechselt wurde. In 95 Länderspielen erzielte sie 49 Tore und verpasste damit um ein Tor die Aufnahme in den 50er-Club. Sie liegt damit auf dem sechsten Platz der norwegischen Torschützinnen.

## Erfolge
- Olympiasiegerin 2000
- Torschützenkönigin der WUSA 2003
- Vizeeuropameisterin 2005